# (320) Катарина
(320) Катарина (нем. Katharina) — небольшой астероид главного пояса, который входит в состав семейство Эос. Астероид был открыт 11 октября 1891 года австрийским астрономом Иоганном Пализой в Венской обсерватории и назван в честь матери первооткрывателя.

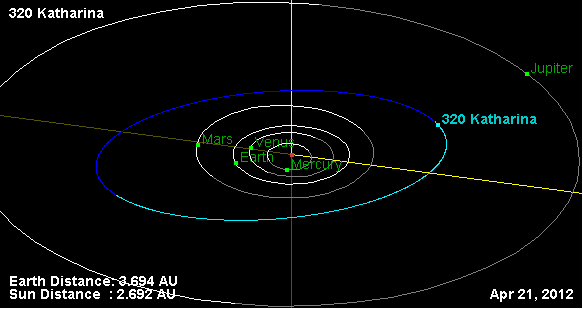
Орбита астероида Катарина и его положение в Солнечной системе